# 阮福惠
阮福惠（越南语：／；？—1694年），削去尊籍後稱阮順惠（越南语：／），廣南阮主宗室。
阮福惠是阮福演的第三子，最初任官掌奇。明主甲戌四年（正和十五年、1694年），阮福惠和四弟阮福聰陰謀作亂，尊室潤和小差（某氏）德仁立刻上告明主，令阮福惠、阮福聰等七人伏誅。
他的五世孫阮福暄累官留守該奇、正管圖家；明命五年（1824年）由禮部決議扣減一半糧錢，到十四年（1833年）削去尊籍，改姓阮順氏。